# بوابة-التشريع.تونس
بوابة-التشريع.تونس (بالفرنسية: Legislation.tn) هو موقع ويب رسمي تابع للحكومة التونسية لنشر كل الوثائق التشريعية بأنواعها مثل الدساتير والقوانين ومشاريع القوانين والمراسيم والأوامر والقرارات والمناشير والرائد الرسمي للجمهورية التونسية.

شعار الموقع هو البوابة الوطنية للإعلام القانوني. افتتح الموقع رسميا في أكتوبر 2014.

## المحتويات
يضم الموقع تقريبا كل ما يتعلق بالنصوص التشريعية في تونس، الدساتير والقوانين ومشاريع القوانين والمراسيم والأوامر والقرارات والمناشير والرائد الرسمي للجمهورية التونسية التي يتم إصدارها من قبل كل الهياكل الرسمية والحكومية في البلاد. أهم ما يوجد تاريخيا في الموقع هو:
- دستور تونس 2014
- دستور تونس 1959
- دستور تونس 1861
- عهد الأمان
- مداولات المجلس القومي التأسيسي التونسي 1956
- أشغال المجلس الوطني التأسيسي التونسي (2011-2014)
- الرائد الرسمي للجمهورية التونسية
- المعاهدات والاتفاقيات الدولية الثنائية ومتعددة الأطراف.
- المجلات القانونية التي يتم العمل بها في تونس وعددها 49 مجلة.
- جميع النصوص التشريعية الصادرة عن الوزارات التونسية، ورئاسة الحكومة ورئاسة الجمهورية ومجلس نواب الشعب والبنك المركزي التونسي، والهيئات الدستورية والوطنية.

### المجلات القانونية
يبلغ عدد المجلات القانونية في تونس 49 مجلة:
| المجلة                                                                 | تاريخ الإصدار  | الإطلاع على النص                                          | ملاحظات |
| ---------------------------------------------------------------------- | -------------- | --------------------------------------------------------- | --- |
| مجلة الالتزامات والعقود                                                | 15 ديسمبر 1906 | اضغط هنا                                                  | |
| المجلة الجزائية                                                        | 9 يوليو 1913   | اضغط هنا نسخة محفوظة 4 ديسمبر 2020 على موقع واي باك مشين. | |
| مجلة الأحوال الشخصية                                                   | 13 أغسطس 1956  | اضغط هنا                                                  | |
| مجلة المرافعات والعقوبات العسكرية                                      | 10 يناير 1957  | اضغط هنا                                                  | سابقا: أمرين مؤرخين في 6 يونيو 1904 و4 أغسطس 1931. |
| المجلة التجارية                                                        | 5 أكتوبر 1959  | اضغط هنا                                                  | سابقا: عدة فصول من مجلة الالتزامات والعقود والأمر المؤرخ في 28 فبراير 1930 المتعلق بشركات رؤوس الأموال والأمر المؤرخ في 5 مايو 1930 المتعلق بتأسيس الشركات المحدودة المسؤولية.                                                                |
| مجلة المرافعات المدنية والتجارية                                       | 5 أكتوبر 1959  | اضغط هنا                                                  | سابقا: قانون المرافعات المدنية المؤرخ في 24 ديسمبر 1910. |
| مجلة تنطيم الصناعة السينمائية                                          | 27 يوليو 1960  | اضغط هنا                                                  | |
| مجلة التجارة البحرية                                                   | 24 أفريل 1962  | اضغط هنا                                                  | |
| مجلة الجنسية التونسية                                                  | 28 فبراير 1963 | اضغط هنا                                                  | سابقا: مجلة الجنسية التونسية الواردة بالأمر المؤرخ في 26 يناير 1956. |
| مجلة الحقوق العينية                                                    | 12 فبراير 1965 | اضغط هنا                                                  | سابقا: القانون المؤرخ في 1 يوليو 1885 المتعلق بالملكية العقارية، الأمور المؤرخة في 1886 و1897 و1899 و1956 وعدة فصول من مجلة الالتزامات والعقود ومن أوامر مؤرخة في 1957.                                                                       |
| مجلة الشغل                                                             | 30 أبريل 1966  | اضغط هنا                                                  | سابقا: عدة أوامر مؤرخة في 1910 و1919 و1921 و1930 و1936 و1937 و1938 و1940 و1943 و1944 و1946 و1949 و1950 و1953 و1954 و1955 و1956 وعدة قوانين صادرة في 1958 و1959 و1960 و1963 و1965 وفصل واحد من قانون صادر في 1960.                             |
| مجلة الشغل البحري                                                      | 7 ديسمبر 1967  | اضغط هنا                                                  | |
| مجلة الإجراءات الجزائية                                                | 24 يوليو 1968  | اضغط هنا                                                  | سابقا: قانون المرافعات الجنائي الصادر في 30 ديسمبر 1921، وأوامر صادرة في 1908 و1955 و1957 وقانون صادر في 1958 وفصلان من المجلة الجنائية. |
| مجلة المحاسبة العمومية                                                 | 31 ديسمبر 1973 | اضغط هنا                                                  | سابقا: عدة فصول من أوامر صادرة في 1883 و1900 و1912 و1954 و1963 و1967 وعدة أوامر صادرة في 1900 و1902 و1904 و1906 و1907 و1909 و1913 و1916 و1917 و1921 و1927 و1939 و1942 و1943 و1955 و1957 و1961.                                                |
| مجلة الصياد البحري                                                     | 31 مارس 1975   | اضغط هنا                                                  | |
| مجلة المياه                                                            | 31 مارس 1975   | اضغط هنا                                                  | سابقا: الأمر المؤرخ في 5 أغسطس 1933 المتعلق بنظام حفظ واستعمال المياه التابعة للملك العمومي والأمر المؤرخ في 24 مايو 1920 المتعلق بإحداث مصلحة خاصة للمياه بإدارة الأشغال العمومية وتكوين صندوق للمياه الفلاحية والصناعية وإحداث لجنة المياه. |
| مجلة الصرف والتجارة الخارجية                                           | 21 يناير 1976  | اضغط هنا                                                  | سابقا: عدة أوامر صادرة في 1939 و1945 و1946 و1959. |
| مجلة التنظيم الإداري للملاحة البحرية                                   | 11 يونيو 1976  | اضغط هنا                                                  | سابقا: الأمر الصادر في 15 ديسمبر 1906 المتعلق بالضبط الإداري للملاحة البحرية والقانون عدد 50 لسنة 1958 الصادر في 24 أبريل 1958 المتعلق بجنسية السفن.                                                                                          |
| المجلة التأديبية والجزائية البحرية                                     | 30 مارس 1977   | اضغط هنا                                                  | |
| مجلة الواجبات المهنية للمهندسين المعماريين                             | 4 نوفمبر 1983  | اضغط هنا                                                  | |
| مجلة الغابات                                                           | 13 أبريل 1988  | اضغط هنا                                                  | سابقا: القانون عدد 60 لسنة 1966 المؤرخ في 4 يوليو 1966 المتعلق بإصدار مجلة الغابات. |
| مجلة الأداء على القيمة المضافة                                         | 2 يونيو 1988   | اضغط هنا                                                  | سابقا: الأمر المؤرخ في 29 ديسمبر 1955 المتعلق بإحداث أداء على الإنتاج وأداء على الإستهلاك وأداء على إسداء الخدمات. |
| مجلة الضريبة على دخل الأشخاص الطبيعيين والضريبة على الشركات            | 30 ديسمبر 1989 | اضغط هنا                                                  | سابقا: عدة أداء ات صادرة بمقتضى قوانين صادرة في 1918 و1919 و1932 و1945 و1954 و1973 وعدة فصول من قوانين صادرة في 1955 و1976 و1981 و1985 و1987.                                                                                                 |
| مجلة التأمين                                                           | 9 مارس 1992    | اضغط هنا                                                  | سابقا: الأمر المؤرخ في 16 مايو 1931 المتعلق بعقد التأمين، والأمر المؤرخ في 16 أغسطس 1946 المتعلق بتسيير ومراقبة مؤسسات التأمين. |
| مجلة التحكيم                                                           | 26 أبريل 1993  | اضغط هنا                                                  | |
| مجلة معاليم التسجيل والطابع الجبائي                                    | 17 مايو 1993   | اضغط هنا                                                  | سابقا: عدة أوامر صادرة في 1899 و1912 و1927 و1929 و1930 و1957 و1958 و1959. |
| مجلة واجبات الطبيب                                                     | 17 مايو 1993   | اضغط هنا                                                  | |
| مجلة حماية التراث الأثرى والتاريخى و الفنون التقليدية                  | 24 فبراير 1994 | اضغط هنا                                                  | |
| مجلة التهيئة الترابية والتعمير                                         | 28 نوفمبر 1994 | اضغط هنا                                                  | سابقا: المجلة العمرانية الصادرة في 15 أغسطس 1979. |
| مجلة حماية الطفل                                                       | 9 نوفمبر 1995  | اضغط هنا                                                  | سابقا: عدة فصول من مجلة الإجراءات الجزائية. |
| مجلة الجباية المحلية                                                   | 3 فبراير 1997  | اضغط هنا                                                  | سابقا: عدة أوامر مؤرخة في 1887 و1902 و1914 و1919 و2020 و1947 و1951 و1956 و1975 (قانون)، وعدة فصول صادرة عبر أمر في 1914 وعبر قانون في 1971.                                                                                                   |
| مجلة الأوسمة                                                           | 1 ديسمبر 1997  | اضغط هنا                                                  | |
| مجلة البريد                                                            | 2 يونيو 1998   | اضغط هنا                                                  | |
| مجلة القانون الدولي الخاص                                              | 27 نوفمبر 1998 | اضغط هنا                                                  | سابقا: عدة فصول صادرة في 1959 والأمر المؤرخ في 12 يوليو 1956 المتعلق بضبط الأحوال الشخصية للتونسيين من غير المسلمين واليهود. |
| مجلة الطرقات                                                           | 26 يوليو 1999  | اضغط هنا                                                  | سابقا: مجلة الطرقات الصادرة في 6 يوليو 1978. |
| مجلة المحروقات                                                         | 17 أغسطس 1999  | اضغط هنا                                                  | سابقا: أمر مؤرخ في 1948 وقوانين صادرة في 1958 و1987 و1990 ومرسوم صادر في 1985. |
| مجلة واجبات الطبيب البيطري                                             | 31 يناير 2000  | اضغط هنا                                                  | |
| مجلة الحقوق والإجراءات الجبائية                                        | 9 أغسطس 2000   | اضغط هنا                                                  | |
| مجلة الشركات التجارية                                                  | 3 نوفمبر 2000  | اضغط هنا                                                  | سابقا: قوانين صادرة في 1988 و1992 وفصول من المجلة الجزائية وفصول من قانون صادر في 1992. |
| مجلة الاتصالات                                                         | 15 يناير 2001  | اضغط هنا                                                  | سابقا: مجلة المواصلات السلكية واللاسلكية الصادرة في 3 أغسطس 1977. |
| مجلة مؤسسات التوظيف الجماعي                                            | 24 يوليو 2001  | اضغط هنا                                                  | |
| مجلة المناجم                                                           | 28 أبريل 2003  | اضغط هنا                                                  | سابقا: الأمر العلي المؤرخ في 1 يناير 1953 والمتعلق بتحوير نظام المناجم وفصل واحد من قانون مؤرخ في 1966. |
| مجلة الديوانة                                                          | 2 يونيو 2008   | اضغط هنا                                                  | سابقا: الأمر العلي المؤرخ في 29 ديسمبر 1955 المتعلق بتحوير وتدوين التشريع القمرقي. |
| مجلة السلامة والوقاية من أخطار الحريق والانفجار والفزع بالبنايات       | 2 مارس 2009    | اضغط هنا                                                  | سابقا: القرار المؤرخ في 12 يناير 1942 المتعلق بتنظيم المسارح والمؤسسات التي تقام بها العروض والحفلات. |
| مجلة الموانئ البحرية                                                   | 8 يوليو 2009   | اضغط هنا                                                  | سابقا: مجلة موانئ البحرية التجارية الصادرة في 18 مارس 1999. |
| مجلة إسداء الخدمات المالية لغير المقيمين                               | 12 أغسطس 2009  | اضغط هنا                                                  | سابقا: القانون عدد 108 لسنة 1985 المؤرخ في 6 ديسمبر 1985 المتعلق بتشجيع مؤسسات مالية وبنكية تتعامل أساسا مع غير المقيمين. |
| مجلة الطيران المدني                                                    | 2 ديسمبر 2009  | اضغط هنا                                                  | سابقا: الأمر المؤرخ في 8 فبراير 1935 المتعلق بالملاحة الجوية والقانون عدد 76 لسنة 1959 المؤرخ في 19 يونيو 1959 المتعلق بالملاحة الجوية. |
| قانون الصحافة (أو رسميا المرسوم المتعلق بحرية الصحافة والطباعة والنشر) | 2 نوفمبر 2011  | اضغط هنا                                                  | سابقا: مجلة الصحافة الصادرة في 28 أبريل 1975 والأمر المؤرخ في 9 فبراير 1956 المتعلق بالطباعة وبيع الكتب والصحافة. |
| قانون الإستثمار                                                        | 30 سبتمبر 2016 | اضغط هنا                                                  | سابقا: مجلة تشجيع الإستثمارات الصادرة في 27 ديسمبر 1993، الأمر المؤرخ في 1946 والقوانين المؤرخة في 1962 و1968 و1969 و1987 و1988 و1989 و1990 وعدة فصول صادرة عبر قوانين مؤرخة في 1979 و1981 و1985 و1987 و1988 و1990.                           |

## مقالات ذات صلة
- حكومة تونس

## روابط خارجية
- الموقع الرسمي.